# 公园街站
公园街站（英語：Park Street station）是一座位于波士顿市中心的地铁站，车站由马萨诸塞湾交通局所管辖，与博伊尔斯顿站一起，成为波士顿地铁最古老的两座地铁站。车站坐落于波士顿市中心的特里蒙特街与公园街交汇路口，波士顿公园东侧边缘。作为波士顿地铁系统的枢纽站，该车站的繁忙程度在整个地铁系统中排行第四，乘客可以在这里换乘轻轨绿线和地铁红线。据统计，2010年工作日日均客流量为19836人次。

## 历史

### 建设初期

#### 特里蒙特街地铁
特里蒙特街地铁隧道于1897年9月1日通车，列车经过博伊尔斯顿站后通过斜坡进入隧道。车站设有4股铁道，两座岛式站台。四条铁轨形成两个回路，列车可以在这里调转方向。1898年9月3日，隧道向北延伸到斯科利广场、亚当斯广场、干草市场和运河街斜坡。途径特里蒙特街的列车使用车站外侧轨道，经停车站后继续向前行驶，以此站为终点站的列车使用内侧轨道，在公园街站调转方向后返程。

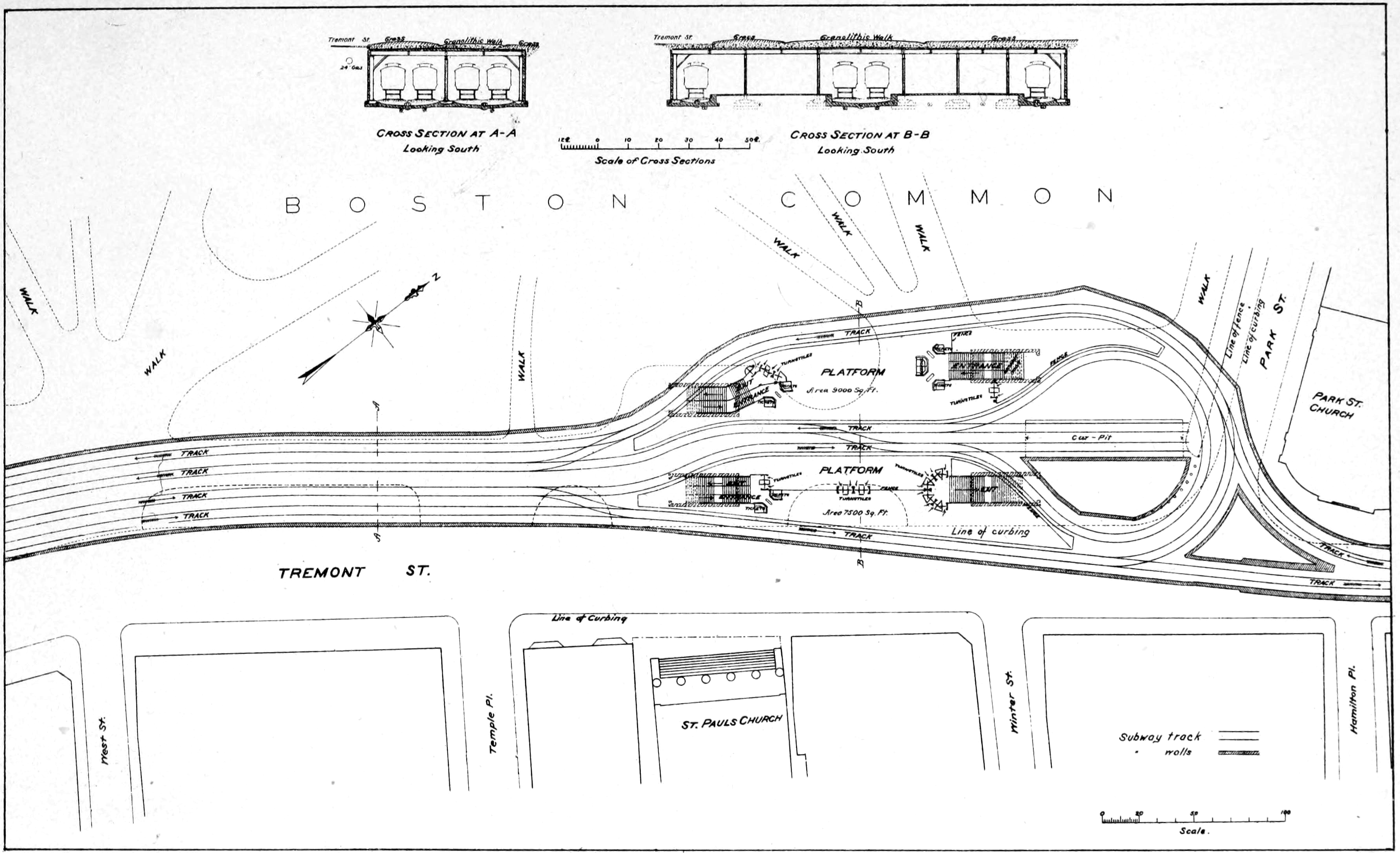
1898年特里蒙特街地铁（绿线）层规划图。

博伊尔斯顿站和公园街站的出入口均由埃德蒙·怀特赖特设计，为石头材质的矩形房屋，与周围环境并不搭，被批评为“像陵墓一样”或“纪念碑”。而后来建造的波士顿地铁蓝线和波士顿地铁橙线入口的批评要轻得多。

#### 干线高架站台

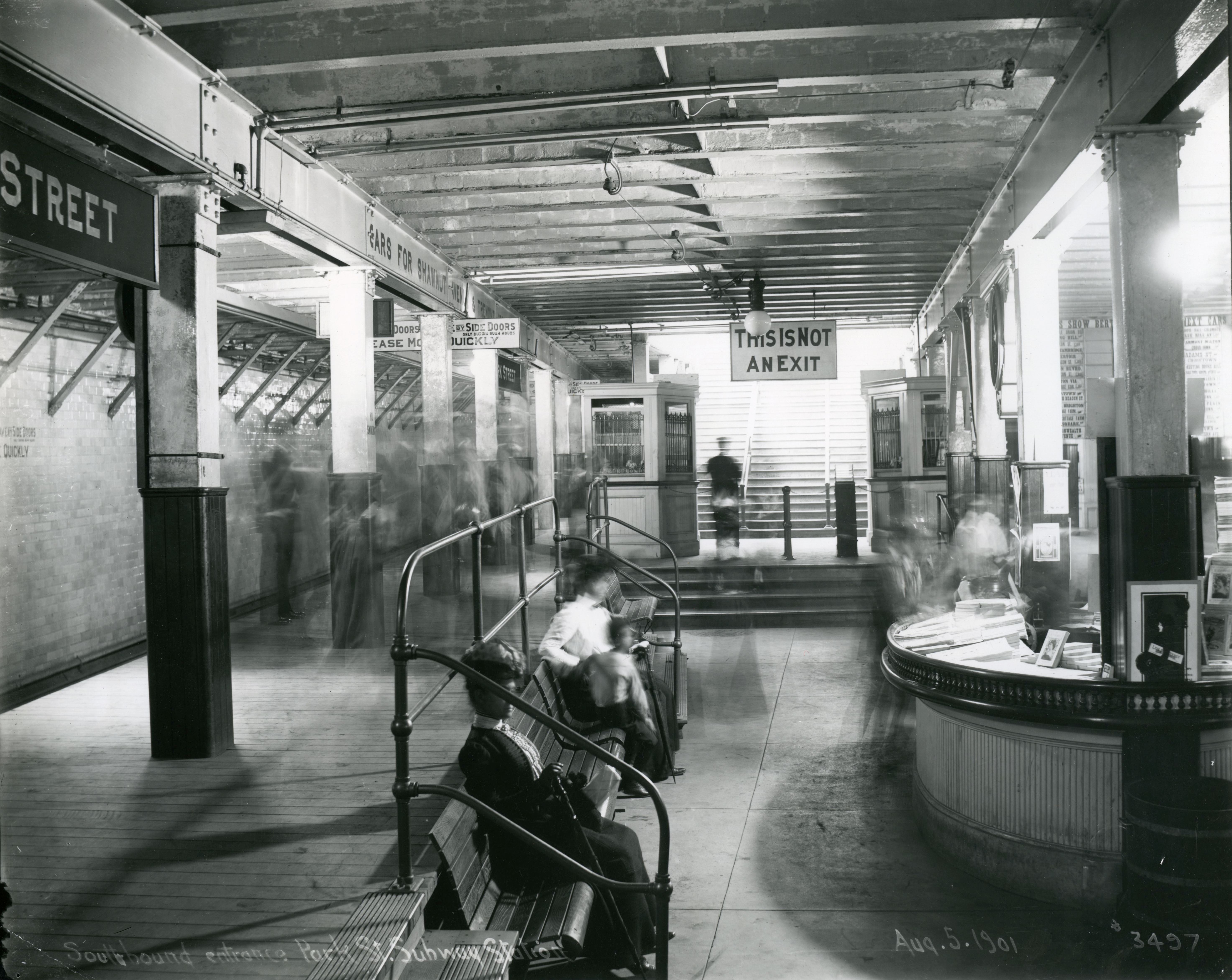
公园街站南行方向列车候车站台，照片中木质的站台供高架列车停靠。照片拍摄于1901年8月

1901年6月10日，“干线高架”列车开始经过特里蒙特街站,为容纳这些列车，公园街的外侧站台使用木头改装升高，而之前开向这一站的有轨电车依旧使用内侧轨道。1908年11月30日，为干线高架挖掘的华盛顿街隧道正式开放，干线高架列车从此不再使用这些改装站台，有轨电车在12月4日之后重新获得所有站台的使用权。

#### 剑桥隧道

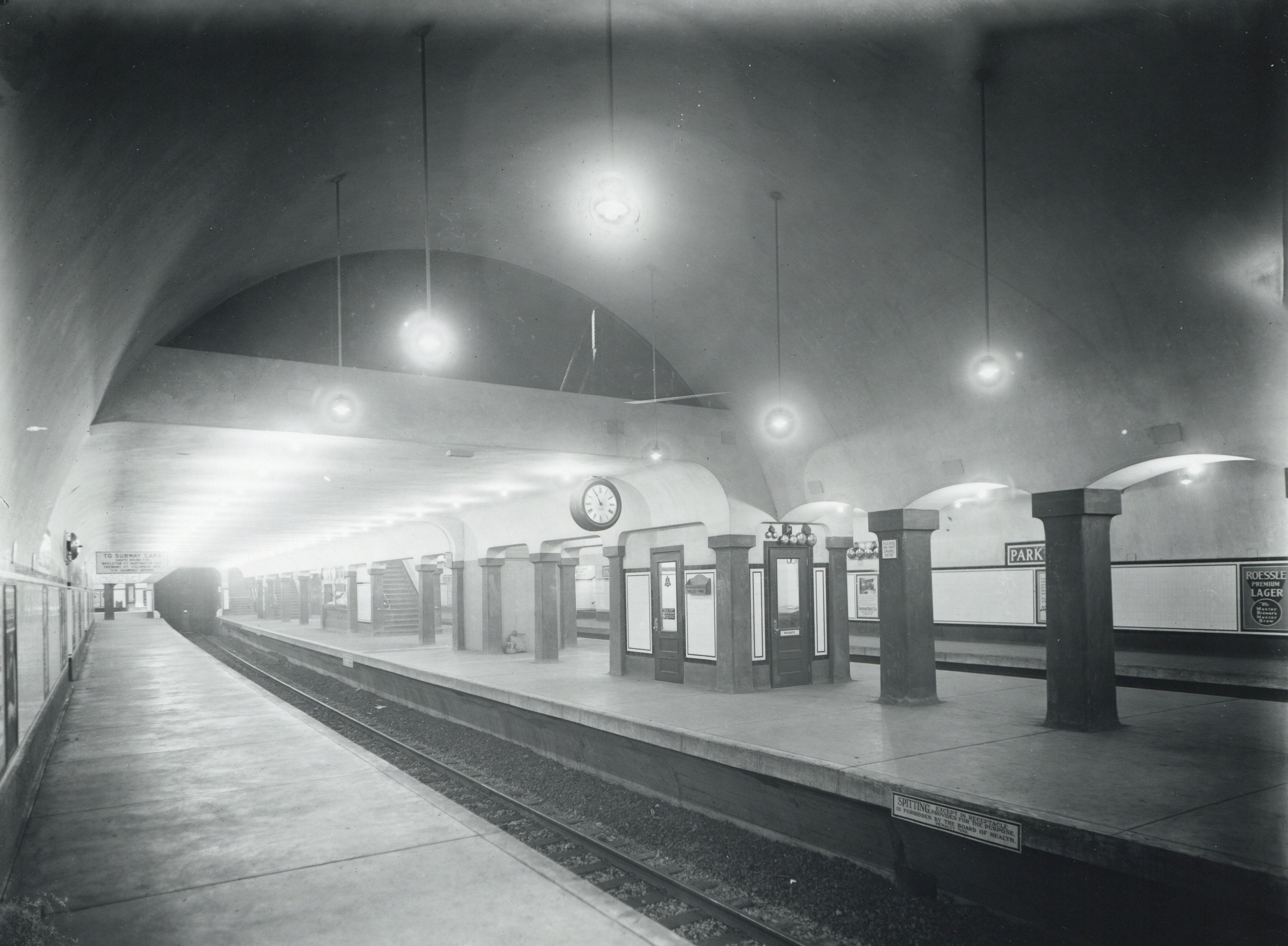
剑桥隧道在公园街地下站的站台，拍摄于1912年

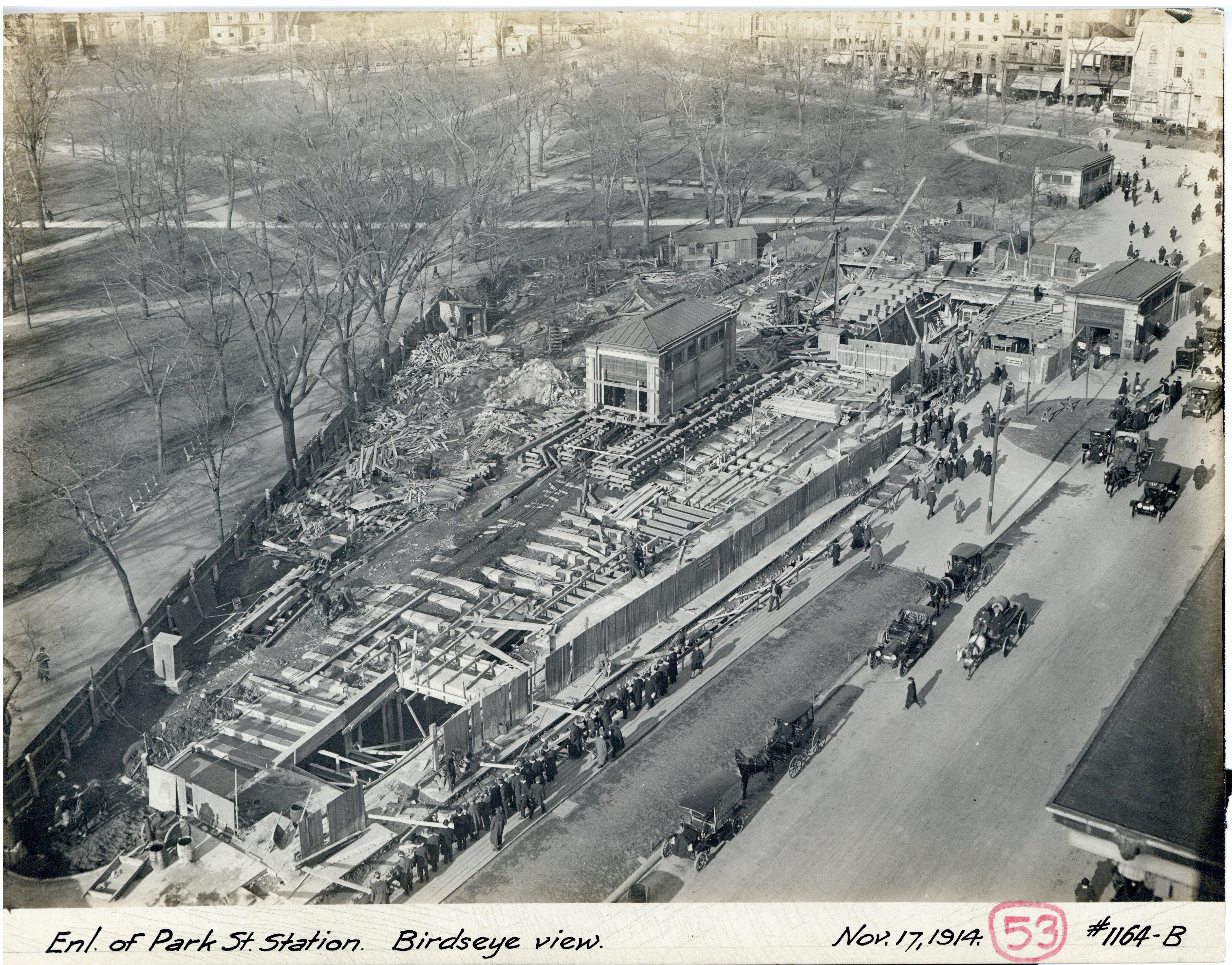
1914年地铁站地下一层扩建

1912年3月23日，从哈佛开往公园街地下的剑桥铁路正式运营。公园街地下站有两股轨道，轨道中间是島式月台，轨道外侧各有一座側式月台。这些站台形成西班牙式月台，可以方便快速上下客。站台中加入了楼梯间，连接地铁站上下两层。与大多数地下车站设计不同的是，公园街地下站使用了宽敞的双拱形吊顶设计。
为缓解车站内寻路难题，车站的站台命名策略进行了调整。公园街地下站也成为了波士顿地铁系统中第一个在站名内添加“地下(Under)”後綴的车站。 1912年开放的波士顿北站西、1916年开放的南站地下站和斯科利广场地下站都采用相同的命名规则。只有1915年开通的市中心十字站，由于南行和北行方向站台分别命名，并不套用此规则。
自从“干线高架”停靠公园街站以后，车站就人满为患。当车站扩建地下二层，地下一层仅为有轨电车停靠时，情况不仅没有好转，反倒越来越严重。在对剑桥隧道延伸方案进行规划时，波士顿运输委员会要求对车站进行彻底翻新，对有轨电车站台向南延长并将售票机搬迁至其他地方。翻新工程于1914年8月7日开始，于1915年3月8日完工。
1912年3月，剑桥隧道延长线开始施工，1915年4月4日，多切斯特隧道开通，列车开往市中心十字站。1916年延伸至波士顿南站 (波士顿地铁)，17年延伸至百老汇站，1918年延伸至安德鲁站。

### 近代改建

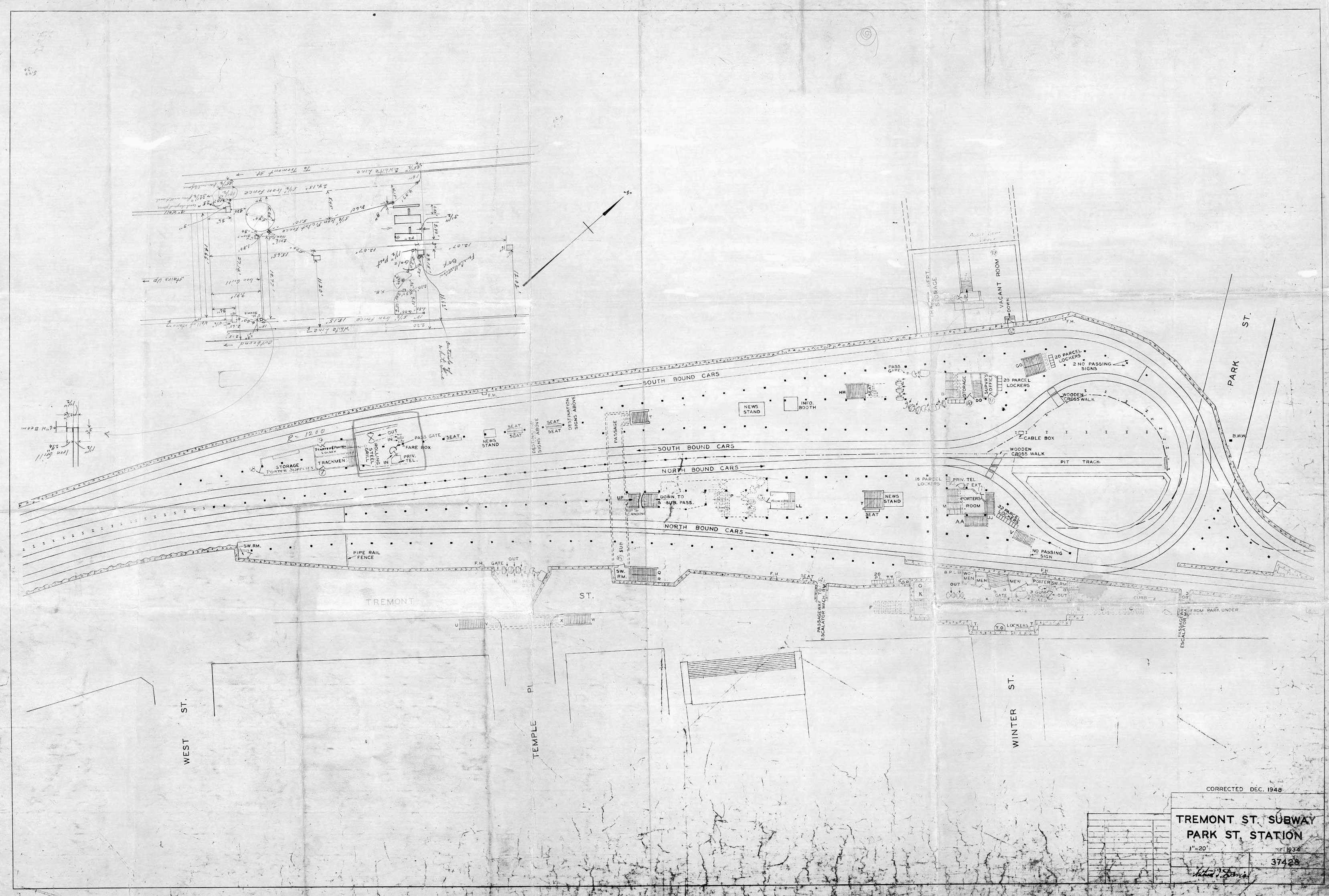
1948年对站台进行翻新，新增了北向站台

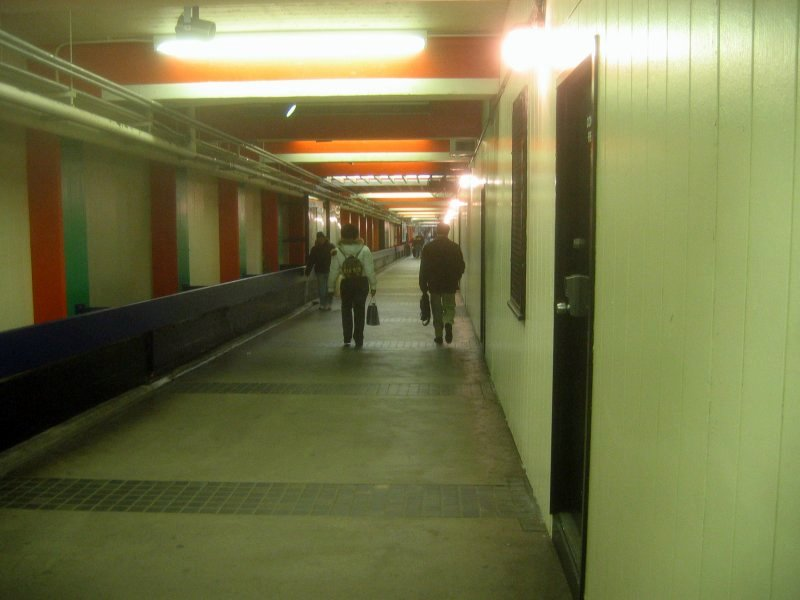
连接市中心十字站和公园街站的冬街走廊于1979年开放。

为容纳更多乘客同行，车站于1922年扩宽了侧式站台的楼梯。同时在中间岛式站台新增通向地下一层的楼梯。新的楼梯使有轨电车候车区空间变得狭窄，于是车站将候车区向南移了一段距离。1923年9月15日车站在地下一层新增问询处，很快成为波士顿的地标之一。
1936年，为缓解车站过度拥挤的情况，车站地下一层有轨电车停靠的北行方向铁轨外侧新建站台，并新增站台通往寺庙街的出入口，新过道连接新站台与剑桥隧道站台，有轨电车候车区因此再次向南移动。除此以外，车站还更新了其照明系统。该扩建工程由公共事业振兴署拨款，于1936年1月8日动工，12月5日完工。.
1964年，外环调转方向轨道被移除，新增的交叉口可以让从政府中心站驶来的南行列车停靠任意站台。虽然有提出将调转方向的环状轨道重新连接起来，但是由于工程造价高，一直未被采纳。1967年，马萨诸塞湾交通局对大众交通系统进行重组时，将绿色分配给5条轻轨系统，称之为绿线。剑桥-多切斯特线改称红线，主线高架改称为橙线。
70年代末，车站进行了40年来第一次大修。1976年关闭了车站的寺庙街入口和通道，1977年收回了特许经营权。车站进行了现代化翻新，包括在车站墙壁上贴新瓷砖、新增照明、重建楼梯并升级检票区。1979年1月，公园街站和市中心十字站之间的办公区清空并改造成冬街走廊对乘客开放。通过冬街走廊，乘客可以从公园街站绿线北行方向站台直接走到市中心十字站橙线南行方向站台。1981年8月起至1996年6月22日，红线在上下班高峰时刻加开往返于昆西中心站和公园街站的列车，列车在公园街北部岔道调转方向。1981年11月30日至1982年6月，由于公园街站北部部分车站站台不够长，公园街站也是部分5节车厢列车的北部终点站。
2019年年初，MBTA接受了对公园街站翻新工程的竞价。工程报价1180万美元，更新替换指路信号和照明灯光，并翻新重开寺庙街入口。

## 车站结构
公园街站是双层车站，地下一层为绿线站台，地下二层为红线站台。这座车站是系统中唯一一座有六股轨道的车站，其中4股为绿线轨道，2股为红线轨道。
| G            | 地面                               | 出入口                                       |
| B1 绿线 站台 | 夹层和冬街走廊，前往橙线和银线站台 | 夹层和冬街走廊，前往橙线和银线站台           |
| B1 绿线 站台 | 南行                               | 往克利夫兰环岛或希思街 （博伊尔斯顿）        |
| B1 绿线 站台 | 島式月台，两侧开门                 |                                              |
| B1 绿线 站台 | 南行                               | 往波士顿学院或河滨 （博伊尔斯顿）            |
| B1 绿线 站台 | 北行                               | 调转方向至南行站台                           |
| B1 绿线 站台 | 島式月台，两侧开门                 |                                              |
| B1 绿线 站台 | 北行                               | 往政府中心、波士顿北站或莱希米尔（政府中心） |
| B1 绿线 站台 | 側式月台，右侧开门                 |                                              |
| B2 红线 站台 | 側式月台，右侧开门                 | 側式月台，右侧开门                           |
| B2 红线 站台 | 北行                               | 往灰西鯡（查尔斯/麻省总医院）                |
| B2 红线 站台 | 岛式月台，两侧开门                 |                                              |
| B2 红线 站台 | 南行                               | 往阿什蒙特或布伦特里（市中心十字）           |
| B2 红线 站台 | 側式月台，右侧开门                 |                                              |

### 无障碍

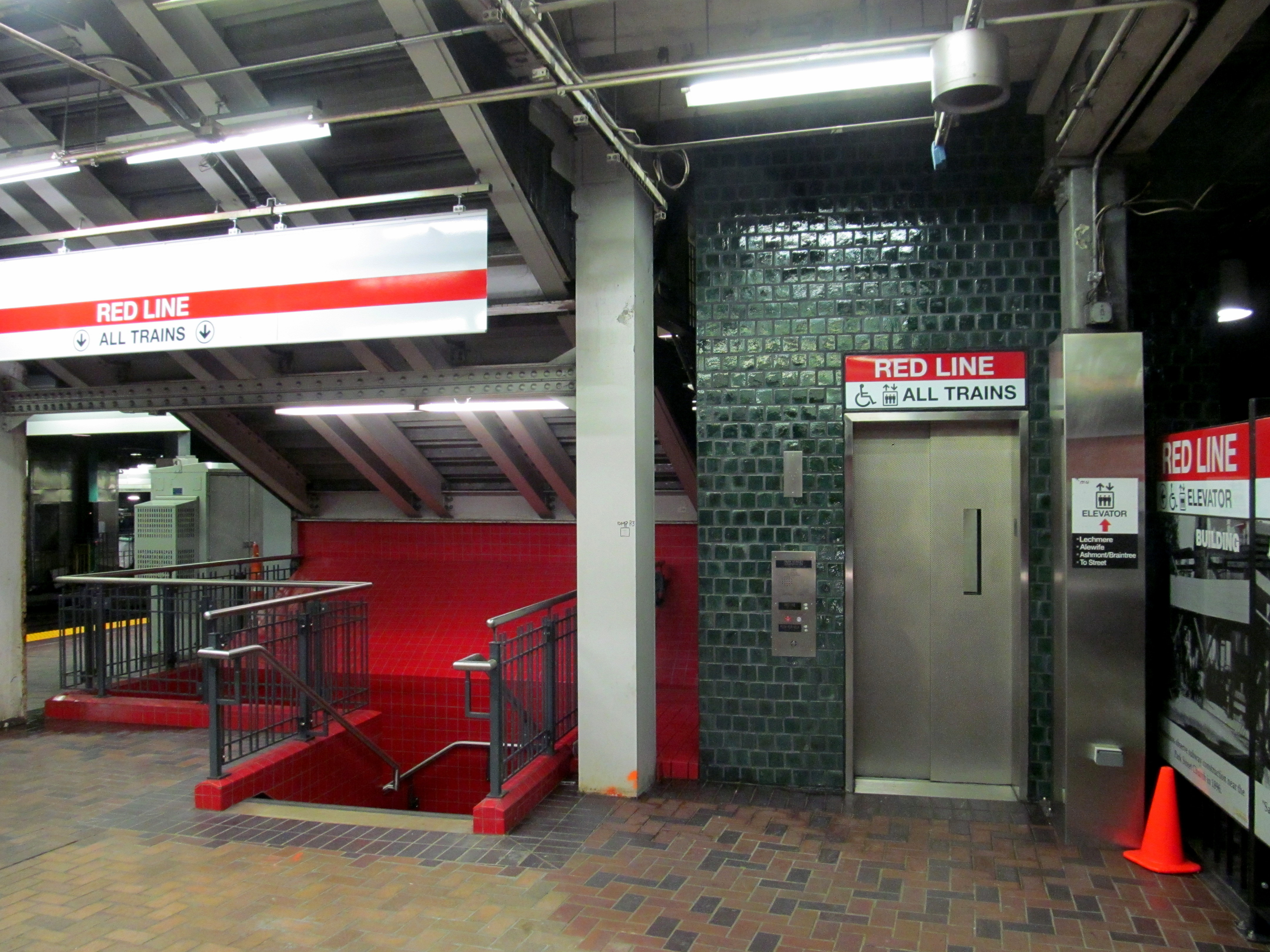
2012年12月投入使用的新电梯

经过2004年和2012年的车站改造后，公园街站部分站台支持无障碍乘车。红线站台由一座島式月台及两座側式月台共同组成西班牙式月台，理论上允许更多乘客同时上下车。然而由于中央岛式站台的楼梯间十分狭窄，没有耐心的乘客更倾向于使用两侧的站台，迅速换乘绿线。红线只有中央岛式站台安装有电梯。
2012年12月21日，车站新建两座电梯，一座往返于地表与绿线检票口，另一座往返于绿线站台和红线岛式站台。

## 公交换乘

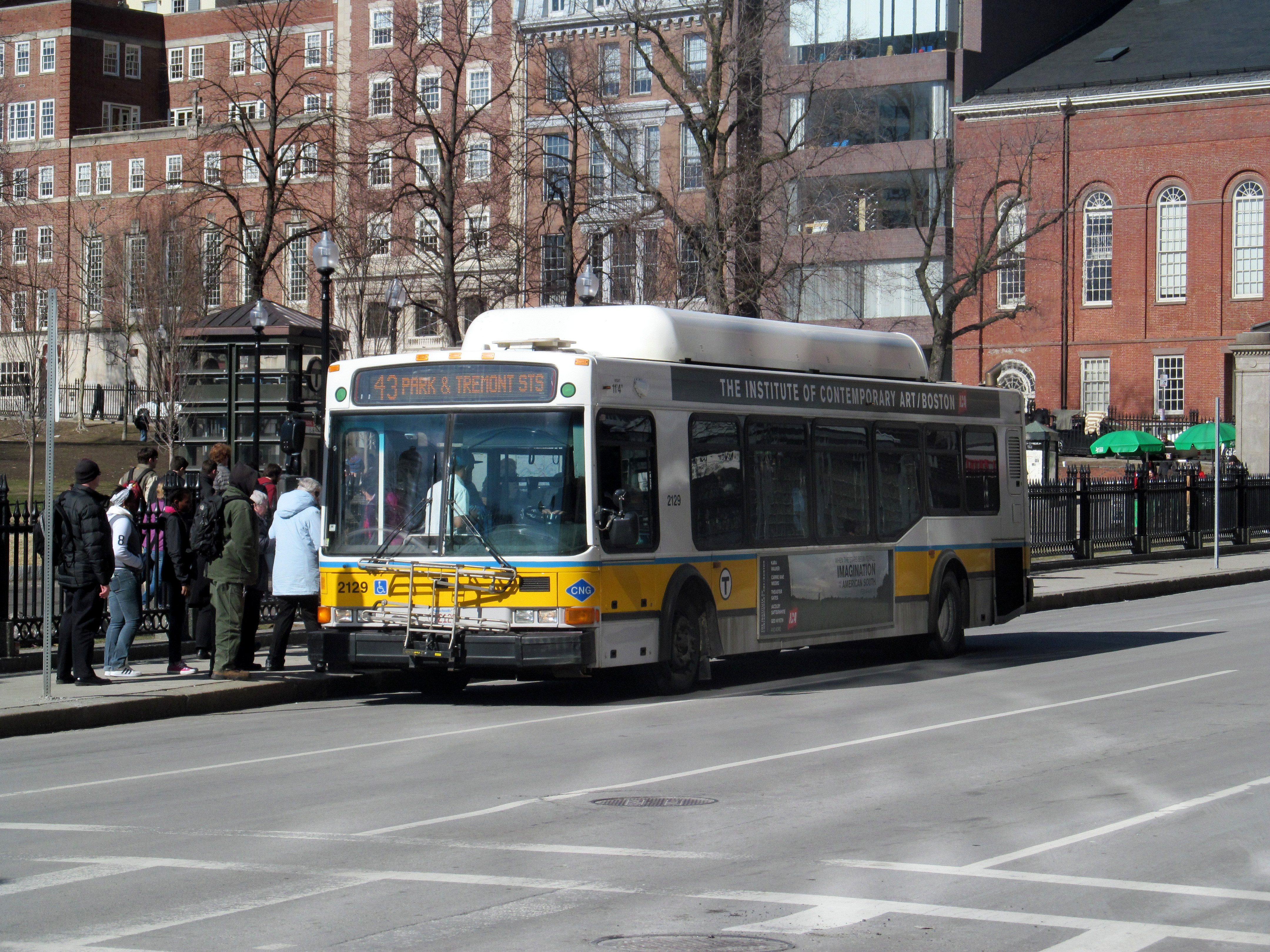
43路公交停靠在公园街站，照片拍摄于2015年3月

尽管公园街站并不是一个主要的公交换乘站，但在这里乘客依旧可以换乘市中心公交。
- 43：拉格尔斯站（英语：Ruggles (MBTA station)） - 特里蒙特街（英语：Tremont Street） - 公园街站
- 55：泽西&昆士伯 - 伊普斯威奇街 - 公园街站或科普利站

## 公共艺术
车站内设有多处公共艺术品。拉尔夫·赫尔米克创作的《祝福》由两个巨大的铜手组成，分别安装在红线入城和出城方向轨道上方。
《庆祝地铁》是一个巨大的马赛克墙，用于纪念特里蒙特街地铁的建成。这座马赛克墙与整个公园街站一起，属于美國國家歷史名勝。